# Быстрикский сельский совет
Быстрикский сельский совет (укр. Бистрицька сільська рада) — входит в состав
Кролевецкого района
Сумской области
Украины.
Административный центр сельского совета находится в 
с. Быстрик
.

## Населённые пункты совета
- с. Быстрик
- с. Бескровное
- с. Колбасино
- с. Марухи
- с. Папкино
- с. Прогресс
- с. Ретик
- с. Соломашино
- с. Сребровщина
- с. Червоная Горка